# 岳阳县
岳阳县位于湖南省北部、岳阳市中部，属洞庭湖区。东西相距98公里，南北相距76公里。区域总面积为2809平方公里，常住总人口約57万人，县人民政府駐荣家湾镇。

## 历史
岳阳县秦属长沙郡罗县，西汉属下隽县，三国时属吴长沙郡。西晋太康元年（280年）析下隽县西部置巴陵县属长沙郡，辖域为今岳阳县、临湘市及岳阳城区等地。南朝宋元嘉十六年（439）置巴陵郡，下辖有“巴陵县”。隋开皇九年（589）改巴陵郡为巴州，十一年改巴州为岳州. 五代后唐清泰年间析县境北部置“王朝场”，后改名王朝县、临湘县。唐宋巴陵县属岳州（巴陵郡），元属岳州路，明清属岳州府。 1960年1月至1962年10月，以城关镇、城陵矶镇为岳阳市，由岳阳县代管。1975年10月复以今岳阳城区为岳阳市，与岳阳县同隶岳阳行署；1978年7月县治迁荣家湾。1981年10月撤销岳阳县，并入县级岳阳市；1983年3月岳阳市升格为地级市，7月恢复岳阳县建制，与岳阳市区南、北、郊区同隶岳阳市；11月县治迁荣家湾。1996年，将广兴洲镇、许市镇划归岳阳市君山区。以下所列为1949年中华人民共和国成立后，岳阳县辖域变迁。
- 1950年7月，湖北监利县巴山垸、三合垸、广山垸、五号垸、剪刀池等地域，洪水港直属甲及普丰垸、芦席湾、保安垸各一部分地区划归岳阳县；岳阳县复兴垸、三益乡、十合垸、丘江垸、克成垸、中洲垸、熊家垸，及永固垸、新挽垸、固成垸的各一部分地区划归湖北监利县。
- 1951年2月，岳阳县春清乡、永益乡划归湖北监利县，监利县江南乡划归岳阳县。
- 1961年7月9日，析置县级岳阳市，以岳阳县的城关镇和洞庭、运输、城郊3公社为其行政区域（国务院批准）。
- 1962年10月20日，撤销县级岳阳市，并入岳阳县。
- 1975年12月29日，复设县级岳阳市，以岳阳县城关镇，白石、东风、红光、五星、光明、蔡家、奇家7大队，湖滨园艺场，君山芦苇场、五七渔场、大湾芦苇场、君山茶场，以及鹿场渔业队、君山渔业队、湘湖渔业队为其行政区域（国务院批准）。
- 1978年12月30日，县治由县级岳阳市区迁入荣家湾镇（国务院批准）。
- 1981年10月20日，撤销并入县级岳阳市（国务院批准）。
- 1983年2月8日，县级岳阳市升为地级市（国务院批准）；复置岳阳县，以原县级岳阳市的部分地区为其行政区域，驻岳阳市（国务院批准）。
- 1996年，岳阳县广兴洲镇、许市镇划归岳阳市君山区。
- 2005年，岳阳县西塘镇、三荷乡、康王乡划归岳阳市岳阳楼区，委托岳阳经济开发区管理。

## 人口
根据第七次人口普查数据，截至2020年11月1日零时，岳阳县常住人口561888人。
全县总人口為750,606人（2003年），其中农业人口649,834人，非农业人口100,772人。

## 經濟
全县GDP总量37.19亿元（2001年）。传统农业为水稻种植，家庭养殖以牲猪为主。

## 地理
岳阳县境地貌自东北幕阜山余脉向西南东洞庭湖呈降阶梯状倾斜，紧邻洞庭湖和长江。水域面积水域面积1190平方公里，约占全境辖域的40％；山地、丘陵、岗地、平原所占比例大致相当。溪水和河流63条，其中属于东洞庭湖水系有59条，主要为新墙河、费家河、坪桥河；属于南洞庭湖水系的4条，主要为罗水河（属汨罗江一级支流）。
- 山地分布于毛田镇、月田镇、张谷英镇、云山乡、相思乡、饶村乡及公田镇部分。
- 岗地分布于东洞庭湖东岸的麻塘镇、荣家湾镇、黄沙街及新墙河两岸。
- 平原分布在筻口、新墙、公田、鹿角、城关等乡镇。

相邻县级行政区有，东接湖北通城县，东南连平江县，南抵汨罗市，西南与沅江市、南县交界，西与华容县毗邻，北与岳阳市辖区（云溪区、岳阳楼区、君山区）、临湘市接壤。

## 行政区划
岳阳县下辖12个镇、2个乡：
荣家湾街道、麻塘街道、黄沙街镇、新墙镇、柏祥镇、筻口镇、公田镇、毛田镇、月田镇、张谷英镇、新开镇、步仙镇、杨林镇、中洲乡、长湖乡和东洞庭湖管委会。

## 政治

### 现任领导
| 机构     | 岳阳县人民政府 县长 | · 中国共产党 · 岳阳县委员会 · 书记 | 岳阳县人民代表大会 常务委员会 主任 | · 中国人民政治协商会议 · 岳阳县委员会 · 主席 |
| -------- | ------------------- | ---------------------------------- | ---------------------------------- | -------------------------------------------- |
| 姓名     | 吴光文              | 肖湘晖                             | 周峰                               | 周里                                         |
| 民族     | 汉族                | 汉族                               | 汉族                               | 汉族                                         |
| 出生地   | 湖南省汨罗市        | 湖南省洞口县                       |                                    | 湖南省汨罗市                                 |
| 出生日期 | 1974年1月（51歲）   | 1974年5月（50—51歲）               |                                    | 1968年8月（56歲）                            |
| 就任日期 | 2021年10月26日      | 2021年7月                          | 2021年10月26日                     | 2021年10月24日                               |

## 交通
境内有京广铁路， 107国道、京珠高速公路和岳荣公路（一级公路）。
- 京广铁路：岳阳南站、黄秀桥站、麻塘站、黄沙街站、新墙河乘降所、刘富湾乘降所

## 旅游
- 铁山水库，蓄水能力达6.3亿立方米。
- 大云山国家森林公园。
- 张谷英村，属于民俗文化村，为全国重点文物保护单位。
- 其他：公田温泉、凌云塔、商周古遗址、鹿角古窑、古战场等。